# KNM Utvær (1990)
Pour les autres navires du même nom, voir KNM Utvær.
Le KNM Utvær (numéro de coque : S303) est un sous-marin de classe Ula de la marine royale norvégienne.

## Fabrication
Le navire a été commandé le 30 septembre 1982 à Thyssen Nordseewerke à Emden, où la quille a été posée le 8 décembre 1988. Il a été lancé le 19 avril 1990 et achevé le 8 novembre 1990.

## Service
Le KNM Utvær a été l’un des deux sous-marins, avec le KNM Uredd, qui ont participé à l’exercice annuel FLOTEX 21 de la Marine royale norvégienne (Sjøforsvaret). L’exercice a duré du 15 novembre au 3 décembre 2021, et s’est déroulé dans les zones de Vågsfjorden, Andfjorden et la zone maritime au large d’Andøya. Près de vingt navires norvégiens et alliés y ont participé, avec des unités aériennes et à terre. FLOTEX 21 a été le plus grand exercice naval de l’année 2021.
Le 20 janvier 2022 dans l’après-midi, juste après 17 heures, le KNM Utvær rencontre ce que le porte-parole du quartier général opérationnel des forces armées norvégiennes, le lieutenant-colonel Ivar Moen, a nommé pudiquement « des problèmes techniques » alors qu’il naviguait dans l’extrême nord du fjord de Porsanger, sur la côte arctique de la Norvège. Sur les six sous-marins de classe Ula dont dispose la marine royale norvégienne, il y en a toujours un qui est en patrouille dans le Grand Nord. Les forces armées norvégiennes ont refusé de préciser la nature du problème, ou même s’il est survenu alors que le KNM Utvær était en immersion.
Tout ce qu’on sait, c’est que le KNM Utvær a dû être remorqué vers des eaux sûres car le temps se dégradait, avec des chutes de neige et des vents allant jusqu’à 25 mètres par seconde attendus, d’après l'Institut météorologique norvégien. Le navire de recherche et de sauvetage Odin s’est porté à l’aide du sous-marin pour le remorquer à l’approche de la tempête de neige. Le navire Bison des Garde-côtes a également participé à l’opération. Ivar Moen a indiqué que la situation n’avait rien de dramatique. Les 20 marins à bord du KNM Utvær sont tous en sécurité et en bonne santé. Des experts techniques se sont rendus sur place pour résoudre le problème, et les travaux de réparation sont maintenant effectués en pleine mer.